# Определители Гурвица
Определители Гурвица — определители, являющиеся минорами матрицы Гурвица, которые были введены Адольфом Гурвицем (1895) в качестве критерия, что все корни некоторого многочлена имеет отрицательную вещественную часть.

## Определение
Рассмотрим характеристический многочлен P от переменной λ вида:
{\displaystyle P(\lambda )=a_{0}\lambda ^{n}+a_{1}\lambda ^{n-1}+\cdots +a_{n-1}\lambda +a_{n}}
где коэффициенты {\displaystyle a_{i}}, {\displaystyle i=0,1,\ldots ,n} действительные.
Квадратная матрица Гурвица, связанная с P, приведена ниже:
{\displaystyle H={\begin{pmatrix}a_{1}&a_{3}&a_{5}&\dots &\dots &\dots &0&0&0\\a_{0}&a_{2}&a_{4}&&&&\vdots &\vdots &\vdots \\0&a_{1}&a_{3}&&&&\vdots &\vdots &\vdots \\\vdots &a_{0}&a_{2}&\ddots &&&0&\vdots &\vdots \\\vdots &0&a_{1}&&\ddots &&a_{n}&\vdots &\vdots \\\vdots &\vdots &a_{0}&&&\ddots &a_{n-1}&0&\vdots \\\vdots &\vdots &0&&&&a_{n-2}&a_{n}&\vdots \\\vdots &\vdots &\vdots &&&&a_{n-3}&a_{n-1}&0\\0&0&0&\dots &\dots &\dots &a_{n-4}&a_{n-2}&a_{n}\end{pmatrix}}.}
i-й определитель Гурвица является определителем i-го ведущего главного минора вышеуказанной матрицы Гурвица H. Существует n определителей Гурвица для характеристического полинома степени п .